# Malapa

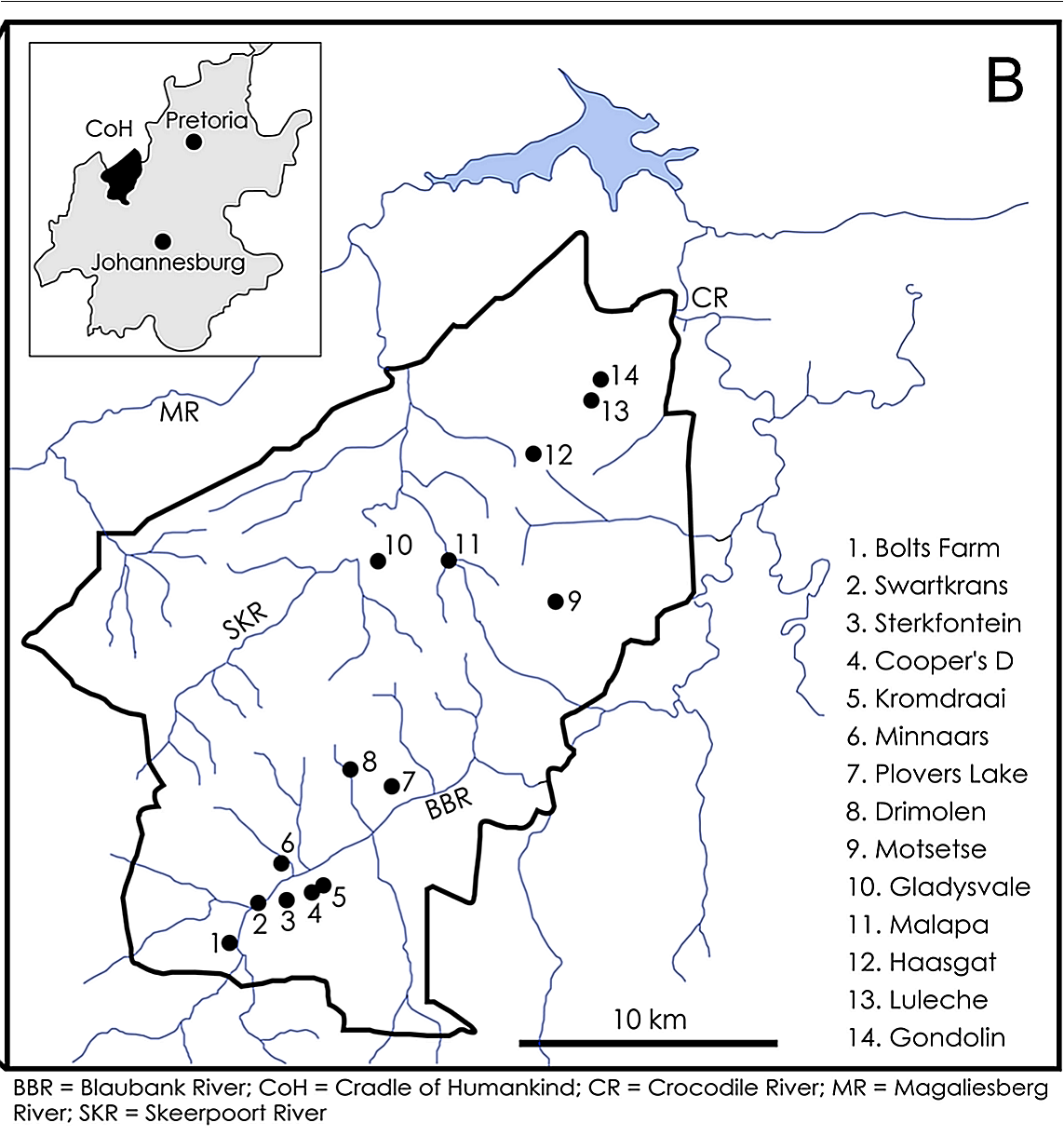
Provincia de Gauteng (arriba en gris) y
Cradle of Mankind CoH (en negro), está ampliada abajo: Malapa en el número 11.

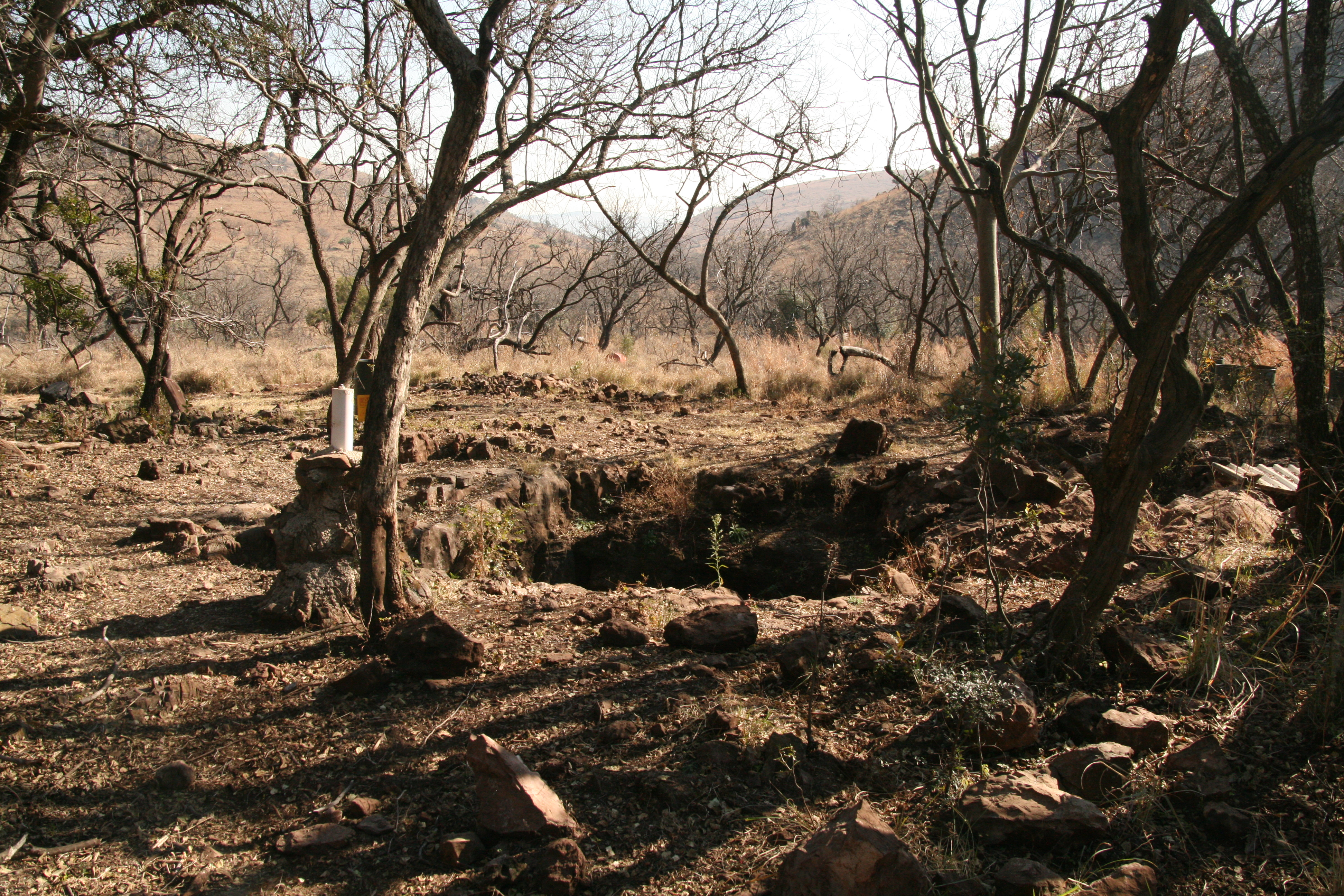
El sitio fosilífero de Malapa, visto desde el sur, agosto de 2011, Reserva Natural de Malapa, Sudáfrica

Malapa es una cueva con fósiles ubicada a unos 15 km al noreste de los conocidos sitios sudafricanos fuente de homínidos de Sterkfontein y Swartkrans y a unos 45 km al noroeste de Johannesburgo, Sudáfrica. Está situado dentro del sitio del Patrimonio Mundial de la Cuna de la Humanidad. 

## Historia de las investigaciones
En marzo de 2008, Lee Berger, de la Universidad de Witwatersrand, Sudáfrica, emprendió un proyecto de exploración en el sitio del Patrimonio Mundial de la Cuna de la Humanidad a las afueras de Johannesburgo, con el fin de mapear las cuevas conocidas identificadas por él y sus colegas durante las últimas décadas, y para colocar sitios fósiles conocidos en Google Earth para que la información se pueda compartir con otros colegas. El área es importante ya que casi un tercio de toda la evidencia de los orígenes humanos en África proviene de unos pocos sitios en esta región, y la región es posiblemente una de las áreas más exploradas en África en busca de evidencias del origen de los humanos, ya que se ha investigado continuamente desde que se hicieron los primeros descubrimientos allí en 1935.
Al comienzo de este proyecto, había aproximadamente 130 sitios con cuevas conocidos en la región y alrededor de veinte depósitos fosilíferos. Para julio de 2008, el patrón de distribución de cuevas visto en Google Earth por Berger, así como el reconocimiento de cómo se veían estos depósitos desde los satélites y una gran cantidad de búsquedas en el suelo, llevaron a Berger a descubrir casi 500 cuevas que los científicos no habían planeado o identificado previamente. En esto se incluyeron más de 25 sitios fósiles que la ciencia desconocía, todos probablemente en la región más explorada de África. Berger trajo al geólogo Paul Dirks, en ese momento jefe de la Facultad de Geociencias de la Universidad de Witwatersrand, para dirigir los aspectos geológicos de este proyecto exploratorio. 
A fines de julio, Berger observó en Google Earth una serie de cuevas que corrían a lo largo de una falla que apuntaba a un área en blanco en la región, un área que parecía tener grupos de árboles que típicamente marcaban depósitos de cuevas. El 1 de agosto dejó a Dirks para mapear el sistema de cuevas reconocido y se dirigió al área no investigada con su perro Tau, un rhodesian ridgeback que lo acompañó en casi todas sus exploraciones. Casi de inmediato descubrió un sitio rico en fósiles que la ciencia desconocía, cerca de tres docenas de cuevas más que aparentemente no habían sido reconocidas por investigadores anteriores. 

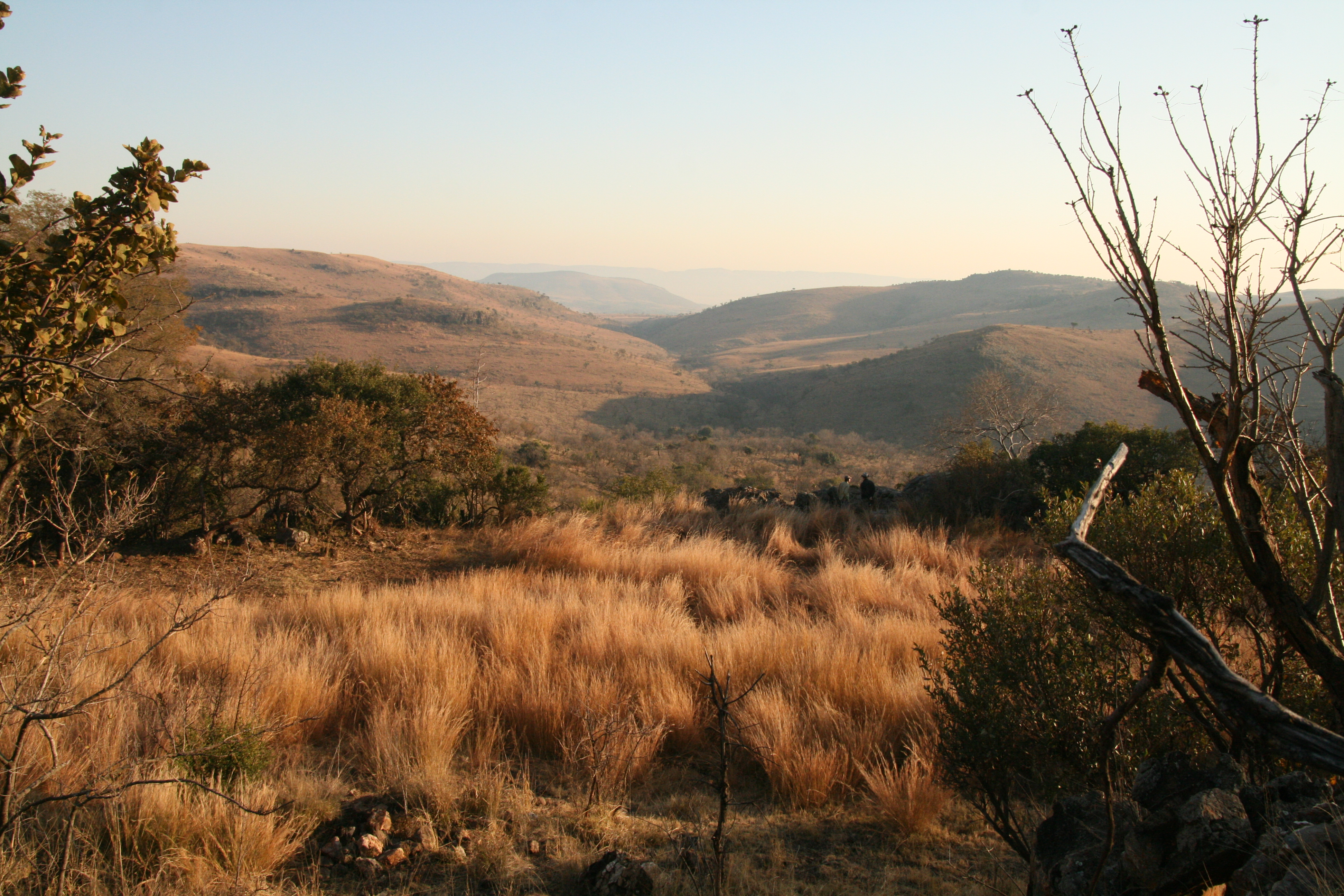
Una vista del valle de Malapa, Reserva Natural de Malapa, Sudáfrica, en 2012. El sitio de Malapa está en el valle debajo de la colina

El 15 de agosto, Berger regresó al sitio con su estudiante posdoctoral, el Dr. Job Kibii, y el hijo de Berger, Matthew, de 9 años. En cuestión de minutos, Matthew Berger había descubierto los primeros restos de los primeros antepasados humanos: una clavícula. En el lado opuesto del bloque de roca, Berger descubrió rápidamente una mandíbula con un diente canino de un homínido. El hallazgo se identificó más tarde como parte de un esqueleto parcial de un homínido juvenil, de alrededor de 9 a 13 años de edad.
El 4 de septiembre de 2008, Berger regresó al sitio con más de una docena de colegas, donde descubrió un segundo esqueleto parcial de una hembra adulta.

## Fósiles recuperados

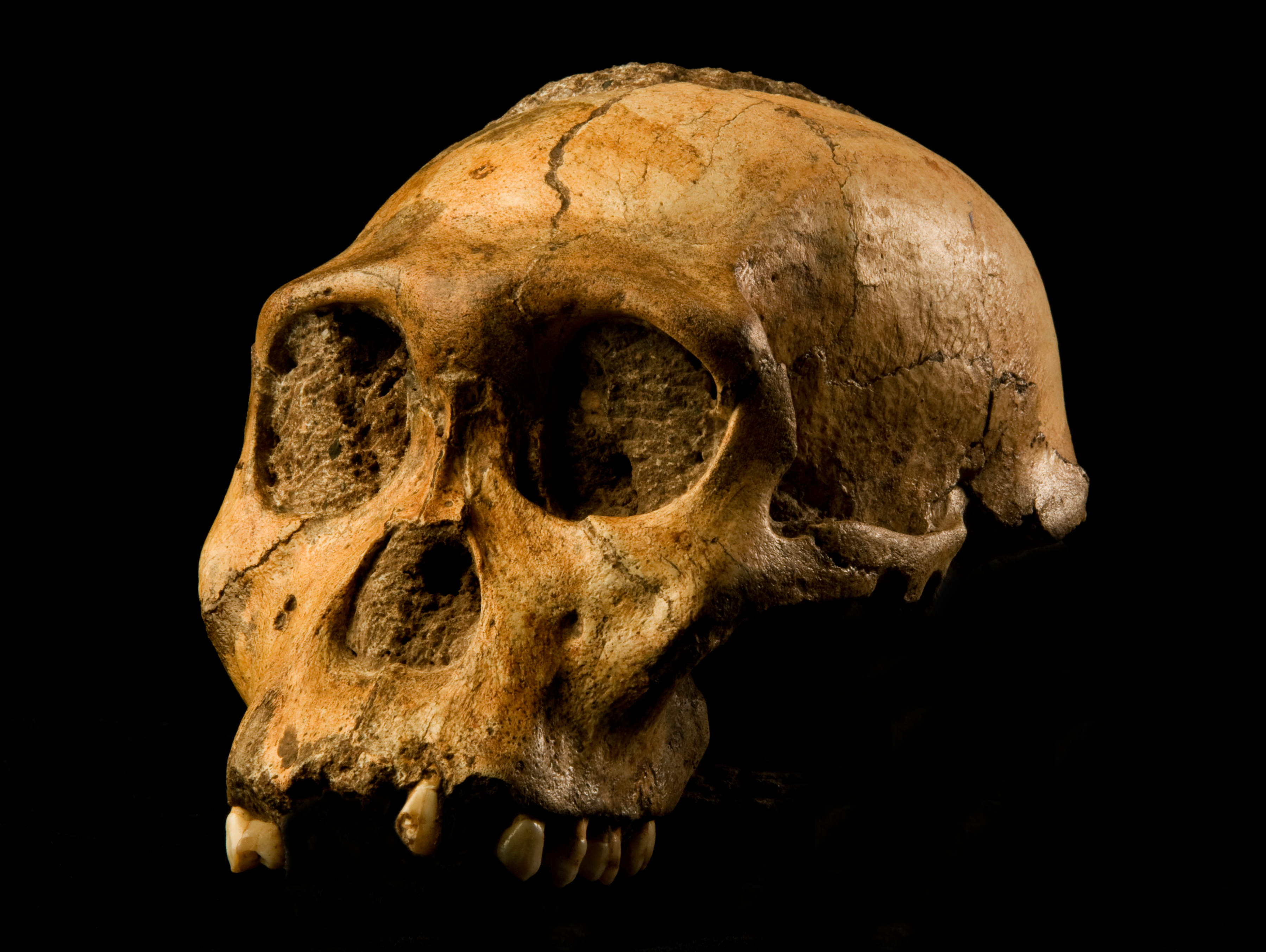
El cráneo del homínido 1 de Malapa (MH1) de Sudáfrica. Los restos fósiles combinados de este macho juvenil se designan bien como el holotipo del Australopithecus sediba.

El sitio ha producido posiblemente uno de los conjuntos más completos de antepasados humanos tempranos jamás encontrados, incluidos los esqueletos más completos de homínidos tempranos descubiertos hasta ahora [2020], y, con mucho, los restos más completos de cualquier homínido que data de hace aproximadamente 2 millones de años. Más de 200 piezas han sido recuperadas hasta la fecha. Los esqueletos parciales se describen inicialmente en dos artículos en la revista Science por Berger y sus colegas como una nueva especie de ancestro humano temprano llamado Australopithecus sediba (sediba que significa 'manantial' o 'pozo natural' en sotho). 
Además de los fósiles revelados inicialmente, las rocas recolectadas del sitio han sido examinadas con tomografías computarizadas y contienen aún más huesos, lo que sugiere que el espécimen tipo, Karabo, se volverá aún más completo. 
Los autores sugieren que la especie es un buen candidato para ser la especie de transición entre el hombre mono del sur de África, Australopithecus africanus (el niño Taung, Señora Ples ) y Homo habilis o incluso un antepasado directo del Homo erectus (niño de Turkana, hombre de Java, hombre de Pekín). La especie tiene brazos largos, como un simio, manos cortas y poderosas, una pelvis muy avanzada y piernas largas capaces de caminar y posiblemente, correr como un humano. 
Los esqueletos fueron encontrados entre los esqueletos articulados de un felino dientes de sable, antílopes e incluso ratones y liebres.

### Geología
Los fósiles se conservan en una sustancia dura, similar al cemento, conocida como sedimentos clásticos calcificados que se formaron en el fondo de lo que parece ser un lago o estanque subterráneo poco profundo que posiblemente estaba hasta 50 m bajo tierra en aquel momento. No se sabe cómo estos esqueletos llegaron a estar en este grupo, pero parece que pueden haber sufrido una caída significativa. Ningún carnívoro o carroñero llegó a sus cuerpos. 

### Antigüedad de los depósitos
El fósil fue fechado usando una combinación de paleomagnetismo y datación uranio-plomo (U-Pb) por Andy Herries (Universidad La Trobe, Australia), Robyn Pickering (Universidad de Melbourne, Australia) y Jan Kramers (Universidad de Johannesburgo, Sudáfrica). La datación en U-Pb de la colada subyacente indica que los fósiles no tienen más de 2,0 millones de años. La aparición de especies de animales que se extinguieron hace ~1,5 millones de años indica que el depósito no tiene menos de 1,5 millones de años. Los sedimentos tienen una polaridad magnética «normal», y el único período importante entre 2,0 y 1,5 millones de años cuando esto ocurrió fue el subcrón Olduvai entre 1,95 y 1,78 millones de años atrás, por lo que en 2010 se sugirió que el fósil estuviera cerca de los 1,95 millones de años basado en la naturaleza de transición de algunos de los sedimentos y la estratigrafía del sitio. En 2011, se estableció una fecha más precisa de los fósiles cuando una colada de cobertura era demasiado antigua para permitir que los depósitos de polaridad normales dataran el evento Olduvai. Los depósitos se correlacionaron con un período de ~3000 años centrado alrededor de 1,977 millones de años atrás y conocido como el evento Pre-Olduvai.